# Enzo Ferrari (xe)
Enzo Ferrari là một chiếc siêu xe 12 xi lanh của Ferrari được đặt theo tên nhà sáng lập công ty, Enzo Ferrari. Nó được chế tạo năm 2003 sử dụng công nghệ của xe Công thức 1 như thân xe bằng sợi carbon, hộp số thay đổi liên tục (sequential shift transmission) kiểu F1-style, và các đĩa phanh gốm carbon. Các công nghệ khác không được sử dụng trên xe F1 như khí động học chủ động (active aerodynamics) cũng được ứng dụng cho xe. Khi xe đạt tới tốc độ 300 km/h (186 mph) lực nén xuống (downforce) sẽ đạt mức 775 kg (1709 lb) và cánh sau sẽ được máy tính điều khiển để duy trì lực này.
Động cơ V12 của Enzo là chiếc đầu tiên trong thế hệ động cơ mới của Ferrari. Nó dựa trên cấu trúc loại V8 được sử dụng cho chiếc Quattroporte của công ty chị em Maserati, cả hai loại có cùng cấu trúc và khoảng cách bore 104 mm. Kiểu thiết kế này để thay thế cho những cấu trúc trước kia trên các động cơ V12 và V8 được lắp đặt trên hầu hết các loại xe Ferrari đương thời khác. Chiếc F430 2005 là loại xe thứ hai của Ferrari được lắp đặt loại động cơ mới này.
Năm 2004, Sports Car International (Hiệp hội Xe thể thao Quốc tế) đã xếp hạng Enzo Ferrari đứng thứ ba trong danh sách Những xe thể thao hàng đầu thập kỷ đầu tiên thế kỷ 21.
Ferrari đặt kế hoạch cứ bốn năm một lần lại cho ra đời một phiên bản Enzo mới (không cần thiết phải được đặt tên Enzo). Model Enzo mới sẽ được trang bị thanh giảm chấn phía trước bằng sợi carbon, và thay cho những chiếc gương cũ sẽ là các camera (các hình ảnh sẽ được thể hiện trên một hệ thống hoa tiêu dẫn đường bên trong cabin.
Motor Trend Classic đã xếp Enzo đứng thứ tư trong danh sách "Những chiếc Ferrari vĩ đại nhất mọi thời đại".

## Đặt tên

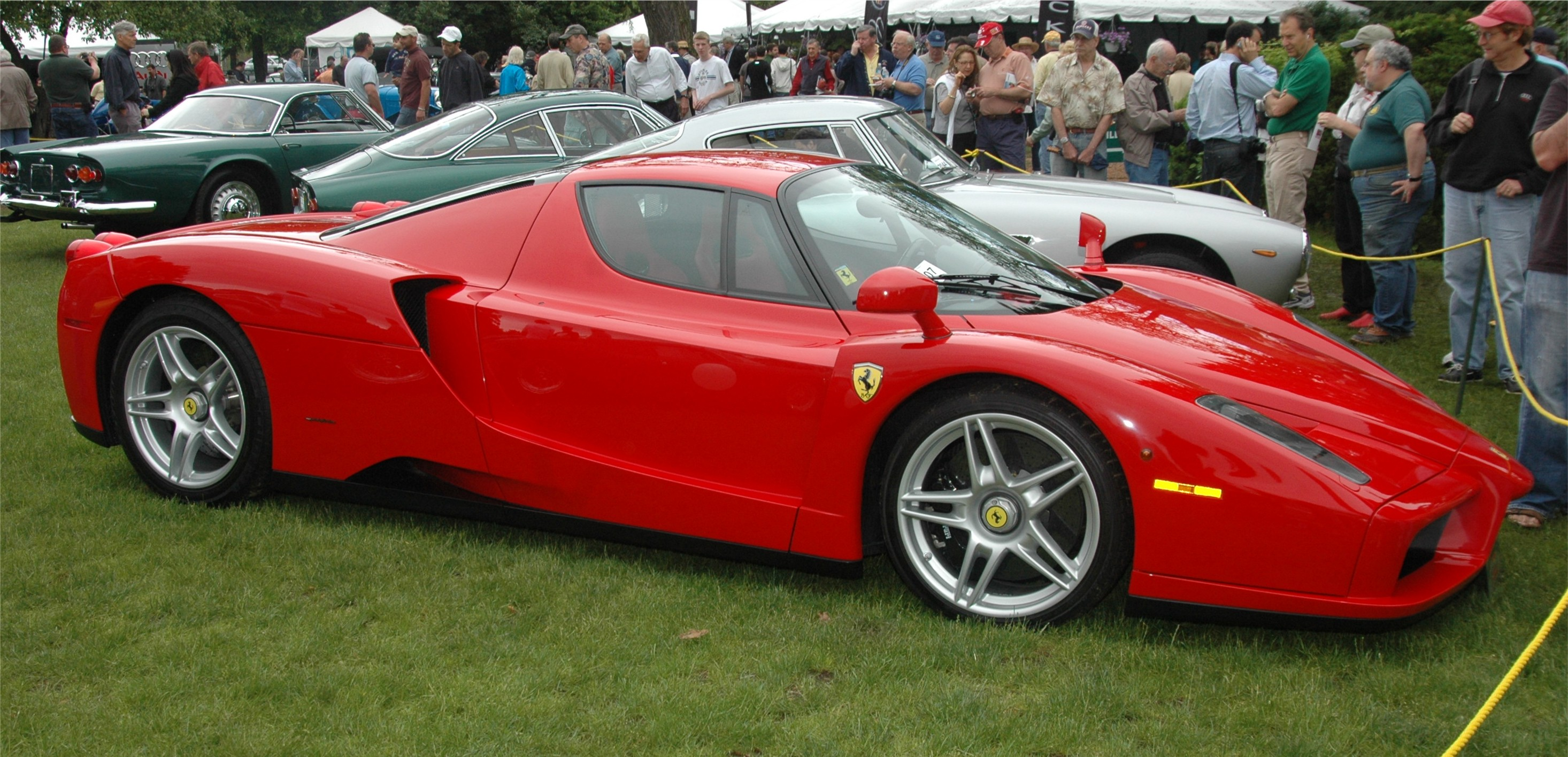
2003 Enzo Ferrari (bên)

Enzo Ferrari thỉnh thoảng được gọi không chính xác là Ferrari Enzo và F60 (bởi vì F60 sẽ là chiếc xe được chế tạo cho mục đích kỷ niệm năm 2007 chứ không phải 2003). Tên kiểu chiếc xe là Enzo Ferrari, và mác là Ferrari. Tổng hợp cả tên mác/kiểu sẽ là Ferrari Enzo Ferrari. Gọi theo tên kiểu Enzo Ferrari cũng là cách gọi chính xác. Nó được đặt theo tên người sáng lập công ty, "Enzo Ferrari". Tên nhóm cho kiểu này là F340.

## Sản xuất

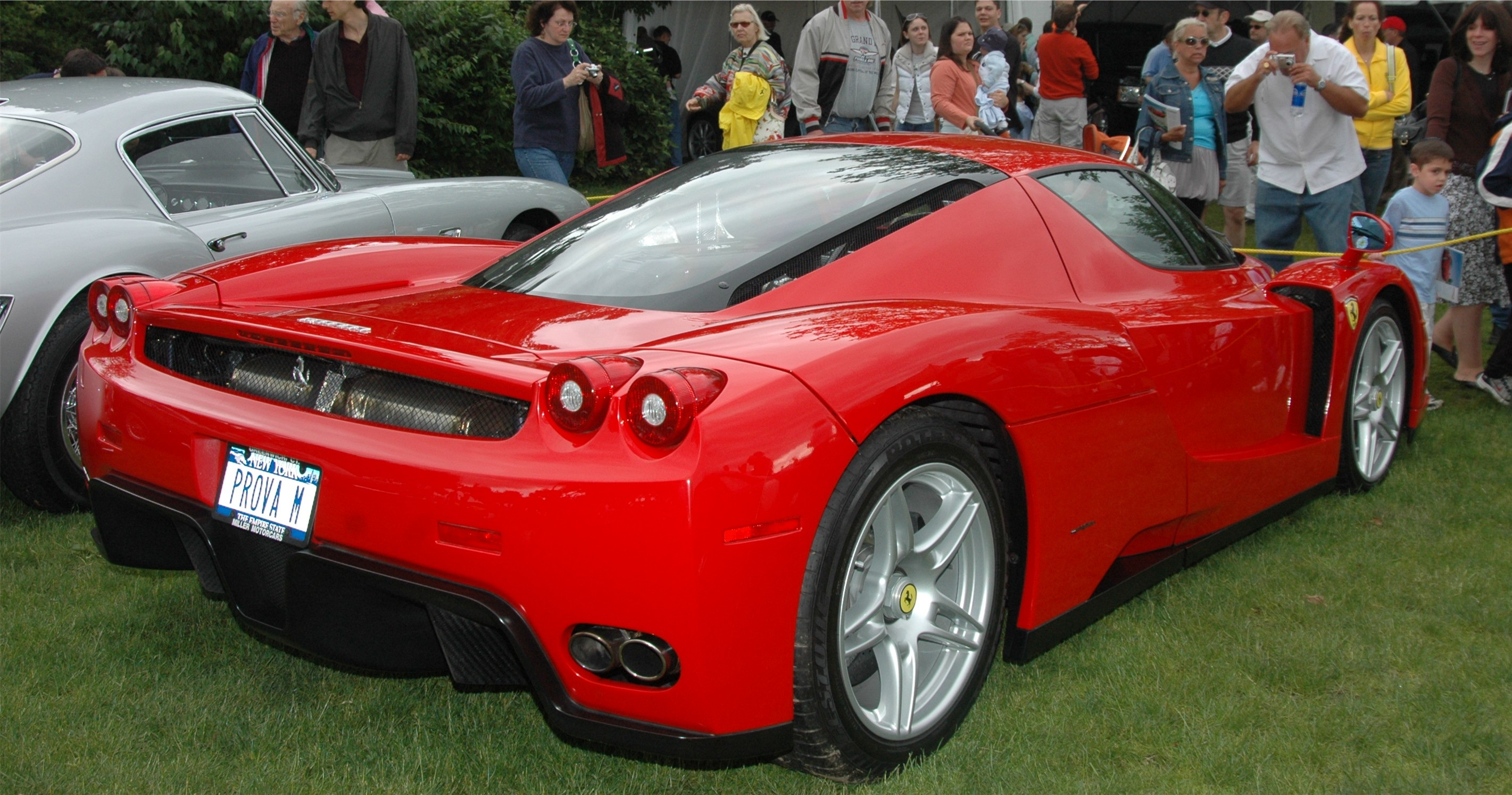
2003 Enzo Ferrari (phía sau).

Enzo lần đầu được thông báo năm 2002 tại Paris Motor Show với số lượng sản xuất hạn chế 349 chiếc với giá 643.330 USD. Công ty đã gửi giấy mời tới các khách hàng quen, đặc biệt là những người đã từng mua chiếc Ferrari F40 và Ferrari F50. Tất cả 349 chiếc đều được bán theo hình thức này trước khi được sản xuất. Sau này, với quá nhiều lời yêu cầu, Ferrari đã quyết định sản xuất thêm 50 chiếc Enzo nữa, đưa tổng số lên thành 399 chiếc.
Ngày 8 tháng 11 năm 2005, Ferrari thông báo họ sẽ chế tạo thêm một chiếc Enzo, đưa tổng số thành 400. Chiếc xe có số khung #ZFFCZ56B000141920, đã được bán đấu giá tại Phòng đấu giá Maranello của Sotheby's ngày 28 tháng 6 năm 2005 lấy tiền ủng hộ cho các nạn nhân trận sóng thần 2004 với giá 950.000 € (1.274.229 US$), gần gấp hai lần giá xuất xưởng. Số tiền này đã được trao cho Giáo hoàng Biển Đức XVI, khi tay đua Công thức 1 Michael Schumacher tặng Giáo hoàng một chiếc vô lăng để kỷ niệm sự kiện này. Trên chiếc vô lăng có dòng chữ "Chiếc vô lăng của Nhà vô địch Công thức 1 Thế giới gửi tặng Đức Giáo hoàng Biển Đức XVI, người dẫn dắt Thiên chúa giáo."
Enzos thường được bán ở mức trên 1.000.000$ tại các cuộc đấu giá. Lưu trữ ngày 3 tháng 3 năm 2007 tại Wayback Machine
Tổng cộng ba mô hình mẫu (mule) M1, M2, và M3 đã được sản xuất. Chiếc nào cũng có kiểu dáng giống chiếc 348, thậm chí cả các mô hình sản xuất năm 2000. Mô hình thứ ba đã được đem ra bán đấu giá cùng với chiếc Enzo thứ 400 vào tháng 6 năm 2005, thu về €195.500 (US$236.300).

## Đặc điểm kỹ thuật

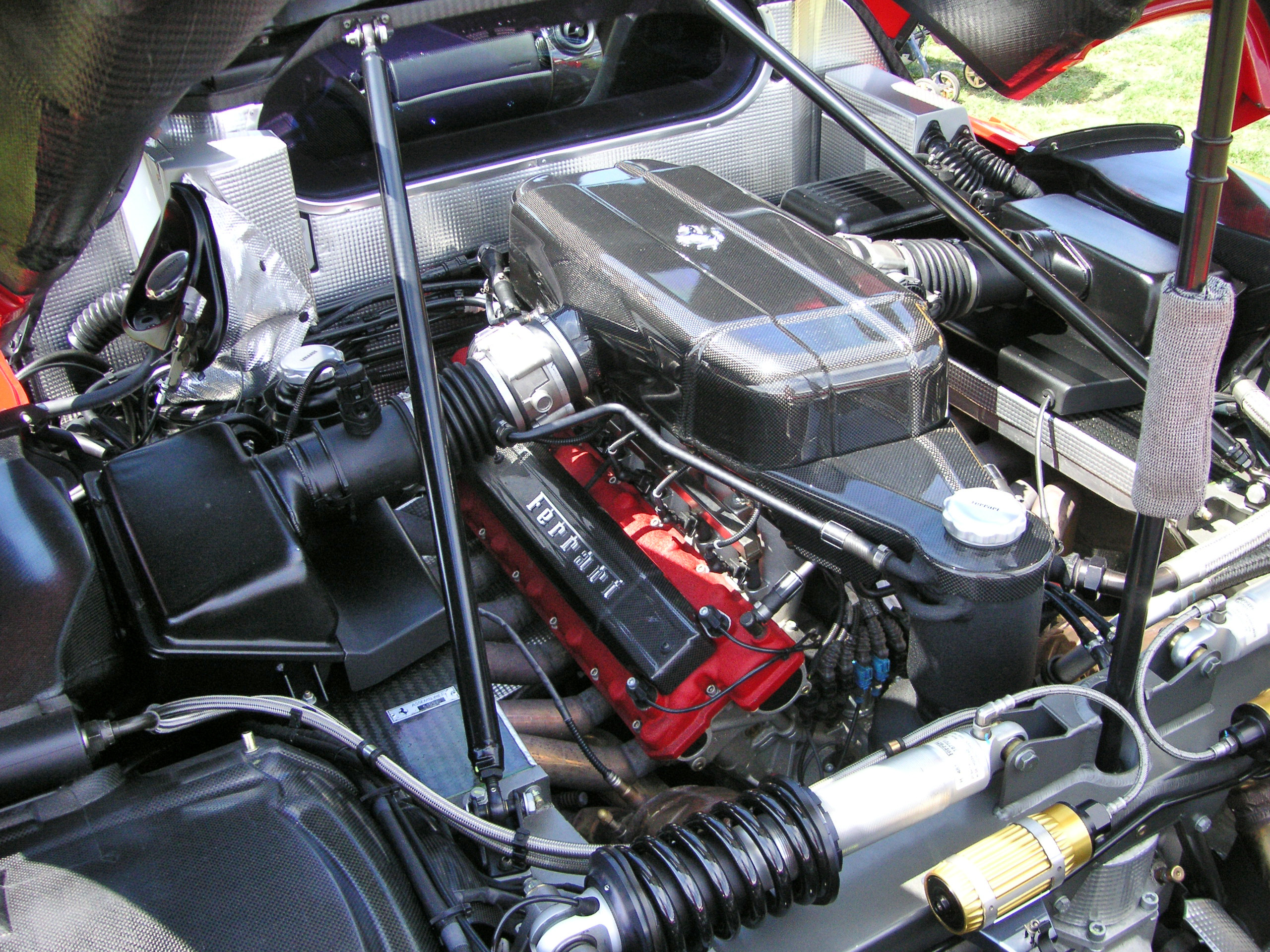
Động cơ Enzo Ferrari

### Động cơ
Enzo là một chiếc xe bố trí động cơ phía sau với tỷ lệ phân bố trọng lượng trước/sau là 43.9/56.1. Động cơ là loại F140 65° V12 của Ferrari với 4 van cho mỗi xi lanh, dual overhead cam và variable valve timing. Xe sử dụng bộ phận phun nhiên liệu Bosch Motronic ME7 và động cơ naturally aspirated. Dung tích động cơ 5998 cm³ (366 in³) và tạo ra 485 kW (651 hp/660 PS) ở tốc độ 7800 vòng trên phút và 657 N·m (485 ft·lbf) ở tốc độ 5500 vòng trên phút. Tốc độ quay tối đa 8200 vòng trên phút.

### Hộp số
Bộ phận truyền động tay tự động 6 cấp với các tấm điều khiển một cơ cấu chuyển và ly hợp tự động, với các đèn LED hiển thị trên tay lái thông báo cho lái xe thời điểm chuyển số với thời gian chuyển số chỉ là 150 ms. Enzo sử dụng bánh 483 mm (19 in) và phanh đĩa Brembo 381 mm (15 in).
| Số    | 1      | 2      | 3      | 4      | 5      | 6      | Truyền động cuối |
| ----- | ------ | ------ | ------ | ------ | ------ | ------ | ---------------- |
| Tỷ lệ | 3.15:1 | 2.18:1 | 1.57:1 | 1.19:1 | 0.94:1 | 0.76:1 | 4.1:1            |

### Tính năng
Chiếc Enzo có thể tăng tốc lên 100 kilômét trên giờ (62.5 dặm trên giờ) trong 3.65 giây và có thể đạt tới 161 kilômét trên giờ (100 dặm trên giờ) trong 6.6 giây. Thời gian chạy hết ¼ dặm (0.4 km) chỉ là 11 giây và tốc độ tối đa được ước tính là 350 kilômét trên giờ (217 dặm trên giờ). mức tiêu thụ nhiên liệu 8 dặm trên gallon (29.4 lít/100 km) trong thành phố và 12 dặm trên gallon (19.6 lít/100 km) trên đường cao tốc.

## Những chiếc xe dựa theo Enzo

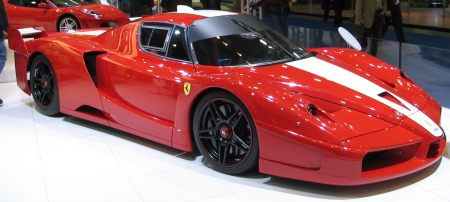
Ferrari FXX

### Ferrari FXX
Tiếp nối Enzo, Ferrari đã quyết định sử dụng một số công nghệ được phát triển cho loại xe này để ứng dụng cho một chương trình nhỏ hơn nhằm thu nhận phản hồi từ phía một số khách hàng cho việc phát triển các mẫu xe tương lai cũng như để sử dụng cho chương trình xe đua của họ. Mục tiêu của chương trình là chiếc xe có tên gọi Ferrari FXX. Loại xe này không dựa hoàn toàn vào thiết kế Enzo với phiên bản động cơ 6.2 lít highly-tuned của động cơ Enzo tạo ra khoảng 588 kW (789 hp/800 PS). Hộp số, lốp (được Bridgestone thiết kế riêng cho loại xe này) và phanh (do Brembo phát triển) đều mới. Ngoài ra, chiếc xe được trang bị nhiều hệ thống ghi dữ liệu và đo đạc cho phép Ferrari ghi lại tình trạng hoạt động của xe. Thông tin thu được sẽ được Ferrari sử dụng để phát triển loại siêu xe mới.
Tương tự Enzo, chiếc xe này sẽ chỉ được bán cho những đối tượng khách hàng được lựa chọn đặc biệt của Ferrari; giá ban đầu là €1.3 triệu. Không giống như Enzo, các khách hàng sẽ không được nhận xe. Thay vào đó, chúng sẽ được Ferrari chăm sóc và sẵn sàng cho họ sử dụng trên nhiều đường đua do Ferrari thu xếp trong những dịp riêng biệt. Chiếc xe này được cho là sẽ không đáp ứng tiêu chuẩn hay thích hợp để lưu thông trên đường phố thông thường.

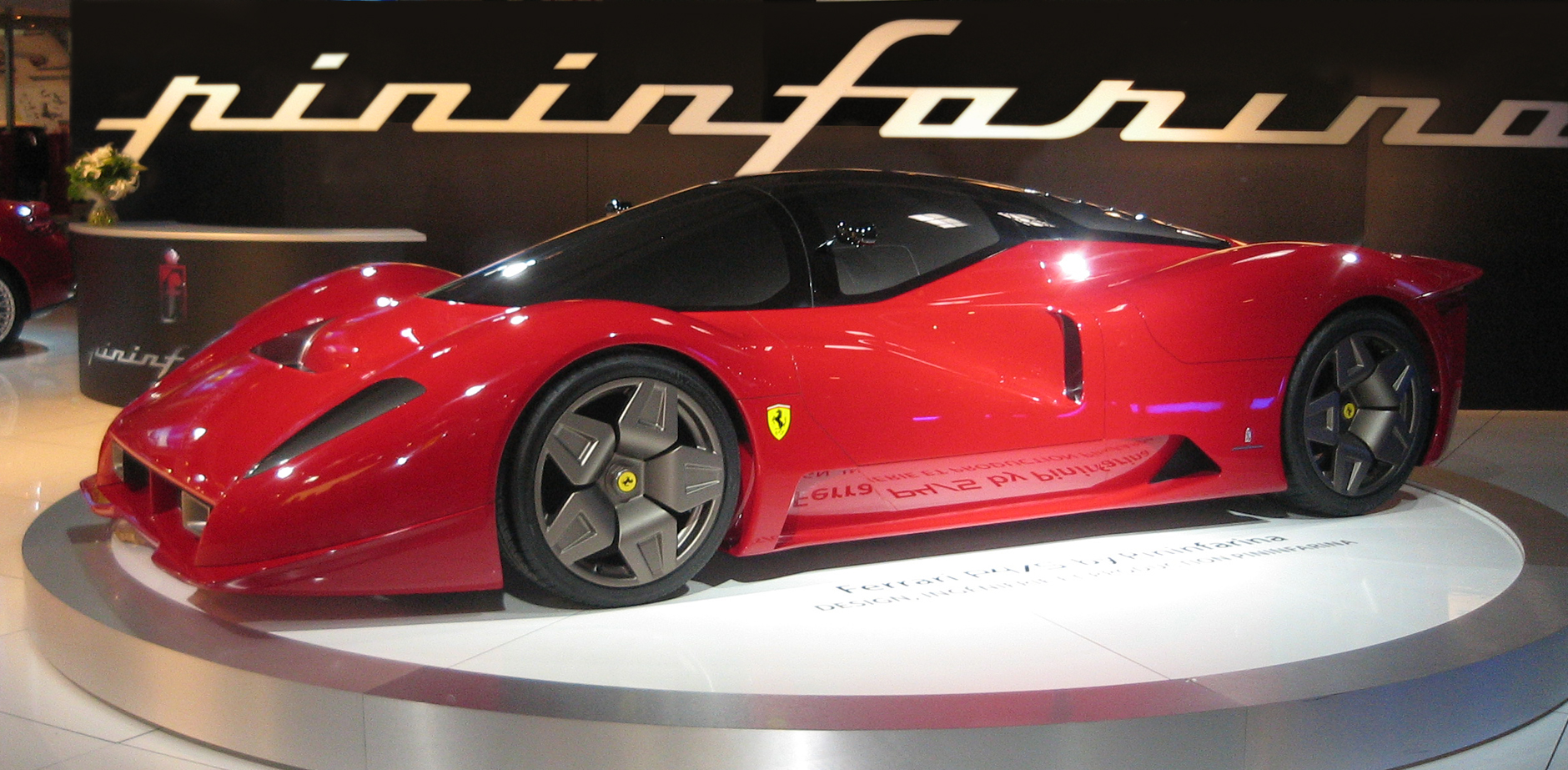
Ferrari P4/5

### Ferrari P4/5 của Pininfarina
Pininfarina đã có ý định chế tạo một chiếc siêu xe duy nhất dựa trên mẫu Enzo Ferrari và tìm kiếm nhà tài trợ. Sau khi thăm dò ý kiến các khách hàng, nhà sưu tập Ferrari người Mỹ, James Glickenhaus cuối cùng đã đồng ý hỗ trợ dự án khi đặt mua chiếc xe như cách để vinh danh dòng xe thể thao danh tiếng của Ferrari như 330 P3/4, 512 S, 312 P, and 333 SP trên khung loại Enzo còn chưa được đăng ký tại Hoa Kỳ. "Xe của Glickenhaus" sẽ được chính thức gọi là Ferrari P4/5 by Pininfarina vẫn giữ lại drivetrain và số hiệu xe của Enzo. Chiếc xe đã được giới thiệu năm 2006 tại Pebble Beach Concours d'Elegance và xuất hiện trong kỳ xuất bản tháng 9 của tạp chí Car and Driver. Những bức "ảnh" xuất hiện trước kia trên tạp chí AutoWeek và Octane không giống hoàn toàn với hình ảnh thực của xe. Sau khi được giới thiệu tại Pebble Beach, P4/5 sẽ quay trở lại châu Âu cho cuộc thử nghiệm tốc độ cao, giới thiệu và xuất hiện tại Paris Auto Show vào tháng 9.

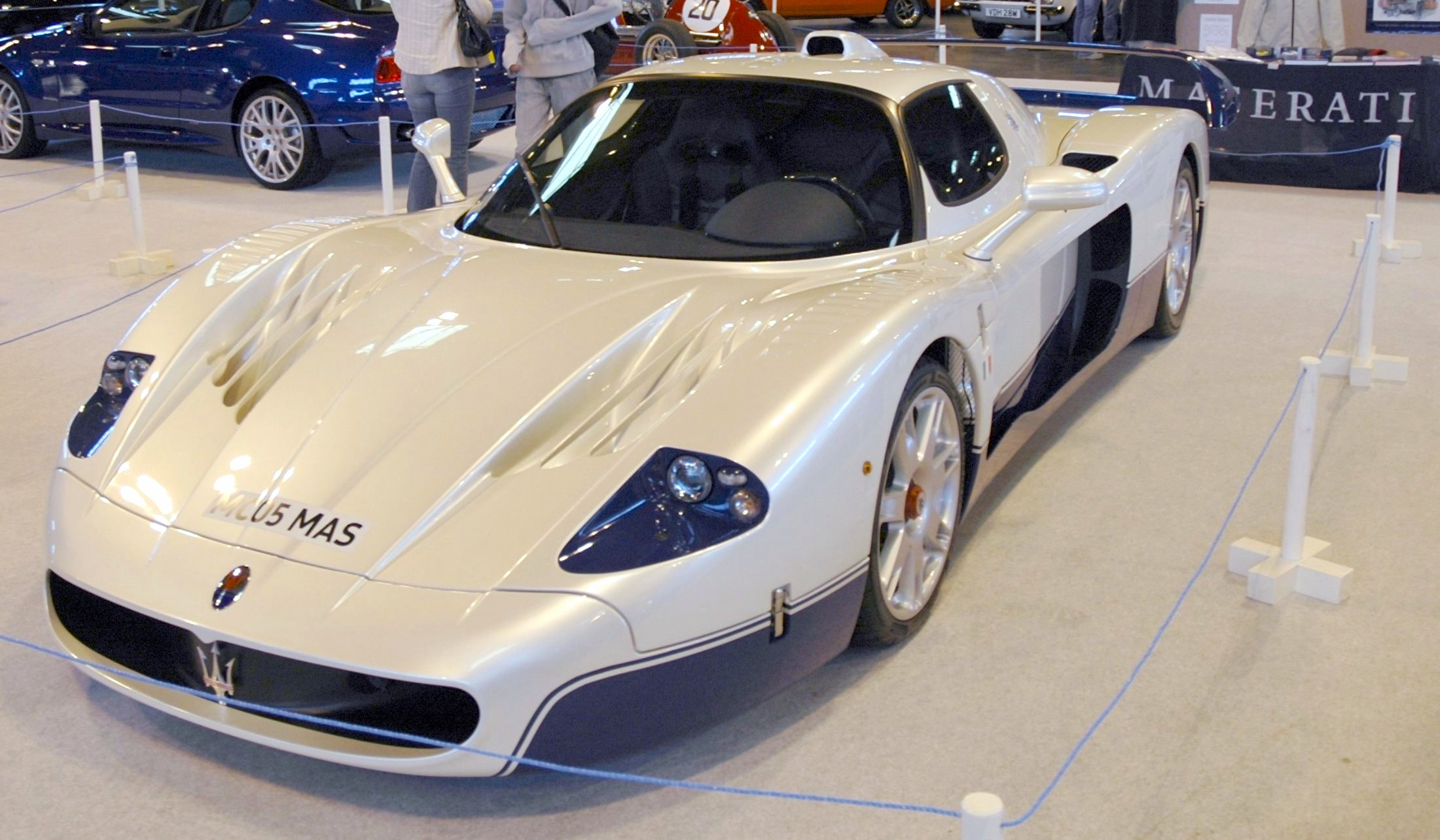
Maserati MC12

### Maserati MC12
Maserati MC12 là một chiếc siêu xe động cơ phía sau do Maserati phát triển dựa trên Enzo Ferrari khi họ vẫn thuộc quyền kiểm soát của Ferrari. Nó được chế tạo đặc biệt để đạt tiêu chuẩn xe đua trong giải FIA GT Championship, với yêu cầu tối thiểu 25 phiên bản được sản xuất trước khi chiếc xe được chính thức cho phép tham gia giải. Maserati đã sản xuất 50 chiếc, tất cả chúng đều được bán cho các khách hàng được lựa chọn. Một biến thể khác MC12 Corsa là chiếc xe đua ban ngày giống Ferrari FXX.
Maserati MC12 sử dụng động cơ, khung và hộp số tương tự Enzo bộ phận ngoài duy nhất lấy từ Enzo là kính chắn gió. MC12 có gia tốc (0–100 km/h trong 3.8 giây) và tốc độ tối đa (330 km/h) chậm hơn Enzo vì động cơ đã được điều chỉnh.

### Maserati Birdcage 75th

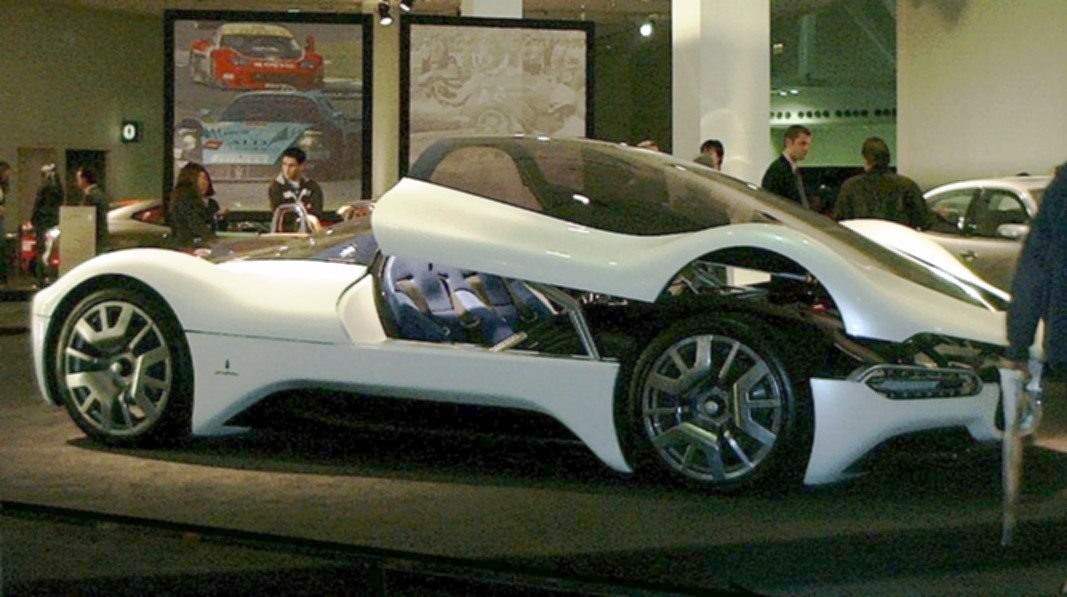
Chiếc Maserati Birdcage 75th tại LA Auto Show năm 2006.

Maserati Birdcage 75 là một chiếc xe khái niệm (concept car) dựa trên MC12 và do Pininfarina thiết kế và Maserati chế tạo. Nó được giới thiệu lần đầu năm 2005 tại Geneva Auto Show và được đặt tên để vinh danh Maserati Birdcages của quá khứ cũng như cho lễ kỷ niệm lần thứ 75 của Pininfarina.